# USS Flying Fish (SS-229)
O USS Flying Fish foi um submarino operado pela Marinha dos Estados Unidos e construído pelo Estaleiro Naval de Portsmouth em Kittery, Maine. Pertencente à Classe Gato, sua construção começou em dezembro de 1940, sendo lançado ao mar em julho de 1941. Ele foi comissionado na marinha em dezembro de 1941 e foi colocado em serviço na Guerra do Pacífico, sendo creditado por ter afundado mais de 58 mil toneladas de navios japoneses e recebido doze estrelas de batalha por seu serviço da Segunda Guerra Mundial. O Flying Fish foi descomissionado em 1954 e desmontado ao longo de 1958.